# Алтендорф (Бамберг)
Алтендорф (њем. Altendorf) општина је у њемачкој савезној држави Баварска. Једно је од 36 општинских средишта округа Бамберг. Према процјени из 2010. у општини је живјело 1.939 становника. Посједује регионалну шифру (AGS) 9471111.

## Географија
Алтендорф се налази у савезној држави Баварска у округу Бамберг. Општина се налази на надморској висини од 251 метра. Површина општине износи 8,7 km².

## Становништво
У самом мјесту је, према процјени из 2010. године, живјело 1.939 становника. Просјечна густина становништва износи 223 становника/km².